# Коковкино (Осташковский район)
Коковкино (собств. — русск. «кокова» — палка с корневищем, резное украшение на коньке избы; «коковка» — веретено с пряжей (В.Даль)) — деревня, расположенная в Осташковском районе Тверской области (входит в Свапущенское сельское поселение).
Коковкино — крупнейший населённый пункт на северо-восточном берегу озера Стерж. Расстояние до деревни Свапуще — 8 км, до города Осташков — 60 км. Коковкино образует т. н. Коковкинскую группу деревень, в которую входят, помимо Коковкино, ещё Шелехово и Узгово. Сама деревня состоит из трёх частей: собственно Коковкино, в северной части обособлено — хутор (деревня) Костылево, в южной — деревня Бельково (присоединены к Коковкино в 1979 году).

## История
Первые селения на этой территории возникли в начале II тыс. н. э. Вероятно, их основали жители городища Стерж. В конце XV — начале XVI вв. здесь существовала деревня Брюхово, относящаяся к новгородской Деревской пятине.
Во второй половине XIX — начале XX века деревня Коковкино относилась к Петропавловскому приходу Залесской волости Осташковского уезда Тверской губернии. Здесь местные помещики селили своих дворовых из разных мест побережья озера Стерж. Деревня Коковкино считалась владением шести помещиков, поэтому была очень большой. По сведениям 1859 г. в шести частях Деревни Коковкино проживало 271 помещичьих крестьян в 32 дворах. Через 30 лет, в 1889 г. — их стало уже 384 человека, а количество дворов почти удвоилось и достигло 62, но к 1901 г. население сократилось до 267 человек.
В период коллективизации в феврале 1930 г. в деревне Коковкино и тогда соседнем Бельково был организован колхоз «Коковкино», располагавший 2744 га земли. В колхозе работали мельница и прядильно-ткацкая артель, где производились нитки и полотно. В годы войны здание, где располагалась артель, было сожжено. В 1950 г. колхоз был укрупнён.
Уже к концу 1944 г. местный колхоз начал давать свою продукцию для фронта. В 1950 г. он влился в более крупное хозяйство. В то время в деревне проживало 116 человек в 23 хозяйствах. В начале 50-х годов открылись библиотека и школа. Позже началось сокращение численности населения и к 1968 г. осталось 70 человек в 25 хозяйствах.
В 1979 г. к деревне административно присоединены хутор Костылево и деревня Бельково.
Хутор Костылево находится к северу от Коковкино, почти у автотрассы, на склоне низины, затапливаемой весенними водами Стержа. На улице с остатками мостовой всего три домохозяйства. Их баньки отнесены от участков на край затапливаемой низины. До отмены крепостного права в 1859 г. в деревне Костылево (бывшее Вырино) Петропавловского прихода Залесской волости проживало 40 помещичьих крестьян в 6 дворах. После отмены крепостного права население к 1889 г. увеличилось до 60 человек в 9 дворах. Позже начался отток молодёжи и к 1901 г. в этих 9 домах осталось 42 человека. В XX в. после войны в 1950 г. в деревне проживало 19 человек, в 1968 г. — 19 человек в 5 хозяйствах.
Деревня Бельково (бывшая Белкова) располагается южнее Коковкино. В неё ведёт песчаная дорога длиной примерно 150 м. Почти все полтора десятка домов размещены по краю холма на одной стороне улицы окнами на озеро, которое раскинулось в 100 м от неё. Улица кончается над ущельем у брода и моста через речку, вытекающую из цепочки Ветрицких озёр. Вода реки и озёр отличается чистотой и поит всю деревню. Между последними домами на восток в поле уходит дорога. На её выходе ближе к реке расположена братская могила.
Согласно «Списку населенных мест» в 1859 г. в деревне Бельково Петропавловского прихода Залесской волости проживало 83 помещичьих крестьянина в 11 дворах. После отмены крепостного права население увеличилось к 1889 г. до 122 человек. Количество дворов возросло до 21. В деревне была водяная мельница.
С середины 1920-х годов и до 1958 года Бельково — центр Бельковского сельсовета. До 1968 г. здесь стабильно проживало 35 человек.
В 1989 г. в объединённом селе Коковкино проживало 114 человек в 56 хозяйствах, в 1992 г. — 106 жителей в 42 хозяйствах, в 1998 г. — 90 человек в 39 хозяйствах. В 2002 г. в трёх населённых пунктах всего постоянно проживает 85 человек. Летом население значительно увеличивается за счёт дачников и гостей.
Застройка центральной средней части села Коковкино образует три улицы. Основная — вдоль берега, вторая — из середины основной в глубину берега к пустующим животноводческим постройкам, третья — на северной окраине за небольшой низиной. Основная улица на всем своём протяжении с севера на юг изначально застраивалась традиционными домами фасадами к воде. Затем дома начали строить с двух сторон (чтобы хозяева и сами не смотрели на озеро и другим не давали). На последнем участке застройки двухквартирные совхозные дома отодвинули улицу ещё дальше от берега и полностью отвернулись от озёрной красоты, отгородившись хозяйственными постройками.
Вторая улица — узкая, застроена совхозными коттеджами. Третья короткая улица — своеобразный выселок — застроена традиционными домами по одной северной стороне, развернувшими к солнышку свои торцы. Новых дач немного, но среди них есть одна богатая.
Будущее села Коковкино обусловливается тремя факторами: сокращением постоянного населения, привлекательностью места для дачного строительства и хорошей транспортной доступностью. Это сохранит её, как дачный посёлок со смешанной застройкой.

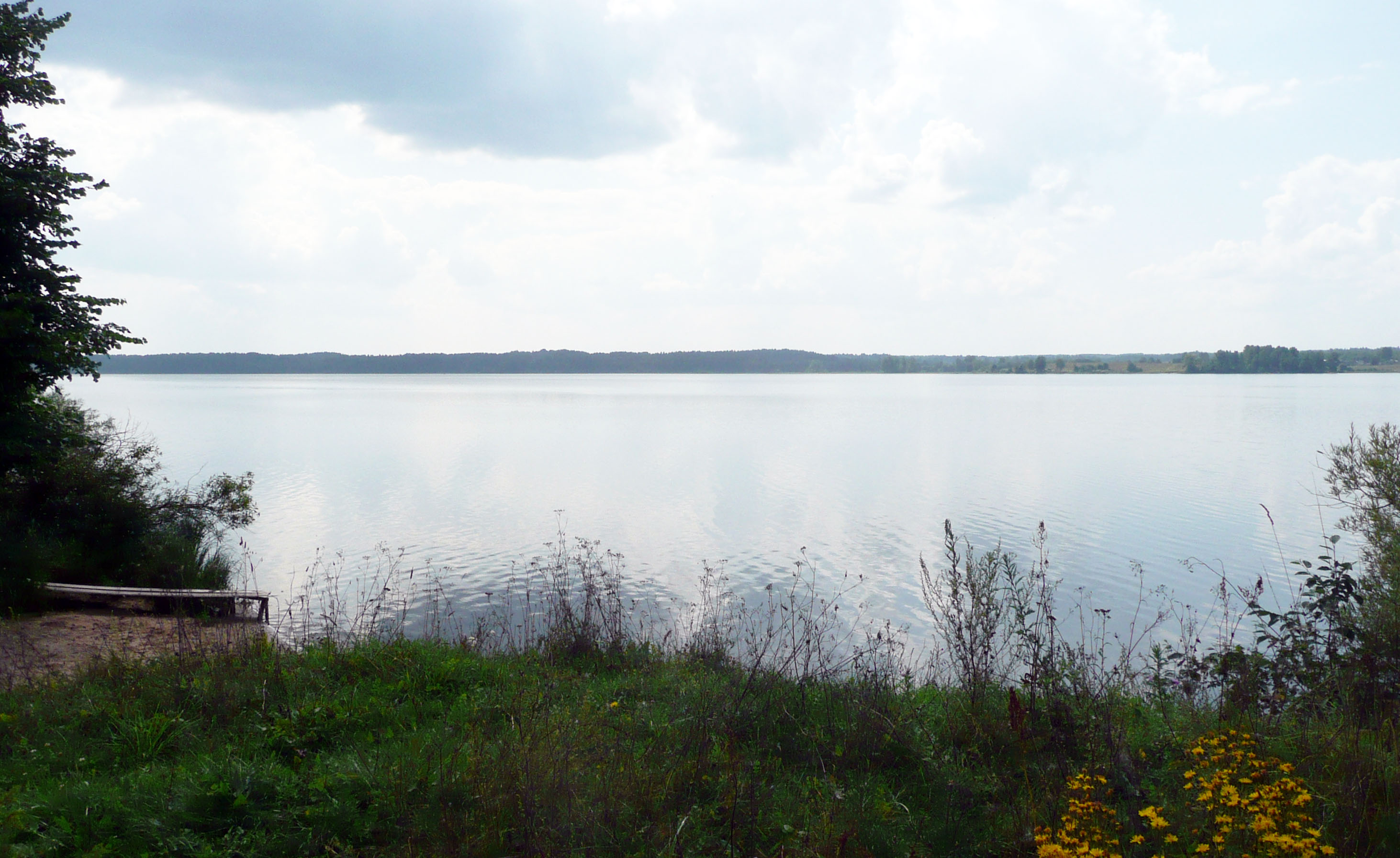
Озеро Стерж у Коковкино

## Культура, образование, медицина
В деревне есть библиотека, начальная школа и магазин. Школа и магазин не работают из-за малочисленности населения, но каждые два-три дня приезжает автолавка.

## Население
| 1859 | 1889 | 2002 | 2008 | 2010 |
| ---- | ---- | ---- | ---- | ---- |
| 271  | ↗384 | ↘85  | ↘81  | ↘59  |

## Транспорт
Коковкино располагается недалеко от песчано-гравийной автотрассы «Хитино—Свапуще—Волговерховье» с автобусным сообщением до деревни Мосеевцы и города Осташков.